# Hapalorchis cymbirostris
Hapalorchis cymbirostris är en orkidéart som beskrevs av Dariusz Lucjan Szlachetko. Hapalorchis cymbirostris ingår i släktet Hapalorchis och familjen orkidéer. Inga underarter finns listade i Catalogue of Life.